# Das Reich (bande dessinée)
Pour les articles homonymes, voir Das Reich.
Das Reich est une série de bande dessinée française écrite par Rodolphe et dessinée par Claude Plumail. Ses deux volumes ont été publiés par Soleil en 1996 et 1997.
Ce diptyque uchronique imaginant que l'Allemagne nazie a remporté la Seconde Guerre mondiale suit trois prisonniers tentant de s'évader d'une geôle japonaise.

## Synopsis
C'est une uchronie dans laquelle l’Allemagne a gagné la Seconde Guerre mondiale,  en lançant une bombe atomique sur Londres au printemps 1945. 
Le Führer est mort en 1956, mais Das Reich est toujours le régime en vigueur. Trois prisonniers d'une citadelle tentent d'échapper à leur destin et de gagner l'Ouest. Le premier tome s'intitule Citadel et le second tome, consacré à l'évasion à travers les pays occupés, Route des svatiskas [sic].

## Albums
- Das Reich, Soleil :

1. Citadel (1996)[4]
2. Route des svatiskas (1997)[5]

### Documentation
- « Das Reich, tomes I et II, de Rodolphe et Claude Plumail », Le Monde,‎ 4 juillet 1997 (lire en ligne).

### Lien web
- « Das Reich », sur bedetheque.com.